# Olympische Sommerspiele 2024/Trampolinturnen
Bei den Olympischen Spielen 2024 in Paris wurden am 2. August zwei Wettbewerbe, je einer für die Männer und Frauen, im Trampolinturnen ausgetragen. 

## Bilanz

### Medaillenspiegel
| Platz  | Land                           | Gold | Silber | Bronze | Gesamt |
| ------ | ------------------------------ | ---- | ------ | ------ | ------ |
| 1      | Individuelle Neutrale Athleten | 1    | 1      | –      | 2      |
| 2      | Großbritannien                 | 1    | –      | –      | 1      |
| 3      | China                          | –    | 1      | 1      | 2      |
| 4      | Kanada                         | –    | –      | 1      | 1      |
| Gesamt | Gesamt                         | 2    | 2      | 2      | 6      |

### Medaillengewinner
| Disziplin | Gold                     | Silber                        | Bronze                |
| --------- | ------------------------ | ----------------------------- | --------------------- |
| Männer    | Iwan Litwinowitsch (AIN) | Wang Zisai (CHN)              | Yan Langyu (CHN)      |
| Frauen    | Bryony Page (GBR)        | Wijaleta Bardsilouskaja (AIN) | Sophiane Méthot (CAN) |

## Qualifikation
Folgende Nationen erhielten Quotenplätze:
| Nation                         | Männer | Frauen | Quotenplätze |
| ------------------------------ | ------ | ------ | ------------ |
| Ägypten                        |        | 1      | 2            |
| Australien                     | 1      |        | 1            |
| Aserbaidschan                  |        | 1      | 1            |
| Brasilien                      | 1      | 1      | 2            |
| China                          | 2      | 2      | 4            |
| Deutschland                    | 1      |        | 1            |
| Frankreich                     | 1      | 1      | 2            |
| Georgien                       |        | 1      | 1            |
| Großbritannien                 | 1      | 2      | 3            |
| Individuelle Neutrale Athleten | 1      | 2      | 3            |
| Japan                          | 1      | 1      | 2            |
| Kanada                         |        | 1      | 1            |
| Kasachstan                     | 1      |        | 1            |
| Kolumbien                      | 1      |        | 1            |
| Neuseeland                     | 1      | 1      | 2            |
| Österreich                     | 1      |        | 1            |
| Portugal                       | 1      |        | 1            |
| Spanien                        | 1      | 1      | 2            |
| Vereinigte Staaten             | 1      | 1      | 2            |
| Gesamt: 19 NOKs                | 16     | 16     | 32           |